# Méditations sur le Mystère de la Sainte Trinité

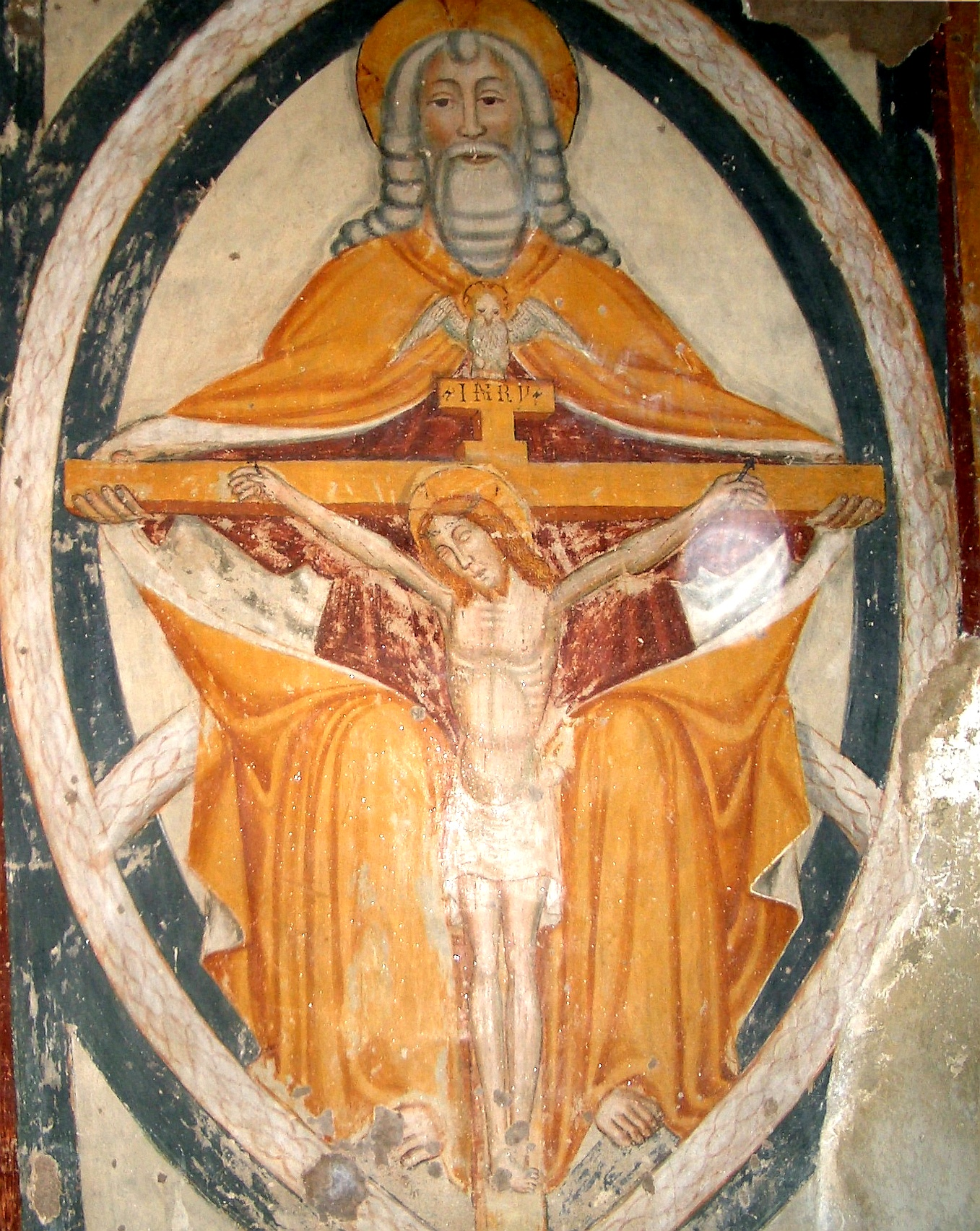
Trinité, anonyme, Italie, XVe siècle,Castello Avogadro, St. Peter's chapel

Méditations sur le Mystère de la Sainte Trinité est une œuvre pour orgue d'Olivier Messiaen écrite en 1969. Elle se compose de neuf pièces, neuf « Méditations ».

## Création
Une première audition privée de cette pièce eut lieu à Paris le 8 novembre 1971 en l'église de la Sainte Trinité.
Olivier Messiaen en a donné la première audition publique aux orgues de la Basillica of the Immaculate Conception à Washington DC le 20 mars 1972.

## Thèmes des neuf pièces

### Méditation I:
« Le Père des étoiles » 

### Méditation II:
« Dieu est Saint »

### Méditation III:
« La relation réelle en Dieu est réellement identique à l'essence »

### Méditation IV:
« Dieu est »

### Méditation V:
« Dieu est immense », « Dieu est éternel », « Dieu est immuable », « le Souffle de l'Esprit », « Dieu le Père tout-puissant », « Notre Père », « Dieu est amour »

### Méditation VI:
« Dans le Verbe était la Vie et la Vie était la Lumière... » [Evangile selon Saint Jean, chapitre 1, verset 4]

### Méditation VII:
« Le Père et le Fils aiment, par le Saint-Esprit, eux-mêmes et nous »

### Méditation VIII:
« Dieu est simple », «Les Trois sont Un »

### Méditation IX:
« Je suis Celui qui suis » [Exode, chapitre 3, verset 14]

## Durée
74 minutes

## Discographie
Olivier Messiaen aux grandes orgues Cavaillé-Coll de l'Église de la Sainte-Trinité de Paris, (+ Trois petites Liturgies de la présence divine, Yvonne et Jeanne Loriod, maîtrise et orchestre de chambre de la R.T.F., dir. Marcel Couraud)
 Ed. Leduc, Paris, enregistré en juin 1972, Erato-Disques S.A. 2292-45505-2/VII, ECD 71594, 1973.